# HD157740
HD157740 — хімічно пекулярна зоря спектрального класу A3, що має видиму зоряну величину в смузі V приблизно  5,7.
Вона  розташована на відстані близько 432,0 світлових років від Сонця.

## Фізичні характеристики
Зоря HD157740 обертається 
порівняно повільно 
навколо своєї осі. Проєкція її екваторіальної швидкості на промінь зору становить  Vsin(i)= 33км/сек.

## Пекулярний хімічний склад
Зоряна атмосфера HD157740 має підвищений вміст 
Cr
.